# Christian Juhl
Christian Juhl (født 24. februar 1953 i Hejlsminde) er en dansk fagforeningsformand i 3F og politiker for Folkebevægelsen mod EU og Enhedslisten. Han blev valgt til folketinget ved valget 15. september 2011 for Enhedslisten i Nordjyllands Storkreds og opstillet som kandidat for Folkebevægelsen mod EU til EU-parlamentsvalget i 2009.
Juhls forældre er grisehandler Ole Juhl og Anna Juhl, han gik i folkeskole i Hejls, i 1967 rykkede han videre til realskolen i Christiansfeld, fra 1970 til 1973 gik han på gymnasiet i Haderslev, og han blev færdig læreruddannet i 1979. Han har arbejdet som skovarbejder, jord- og betonarbejder, og fabriksarbejder. I 1990 til 1994 arbejdede han som miljøkonsulent i Maler BST. Fra 1994 faglig medarbejder i SID Silkeborg. Formand for Silkeborg-afdelingen af fagforeningen SID fra 1998. Derefter formand for 3F i Silkeborg frem til 2011.
Ved Enhedslistens afstemning i 2009 om folketingskandidaternes rækkefølge blev han nummer 4 på landsplan. Bagefter fik han tilbudt at blive spidskandidat i Sjællands Storkreds, men i første omgang foretrak han at forsætte som partiets spidskandidat i Nordjyllands Storkreds. Senere opstillede han som Enhedslistens spidskandidat i Sjællands Storkreds, hvor han blev valgt til Folketinget i 2011 med 4.131 stemmer, heraf 1.566 personlige. Han blev genvalgt i Sjællands Storkreds i 2015.
Christian Juhl har været formand for Folkebevægelsen mod EU's komité i Silkeborg. I 2009 og 2014 opstillede Folkebevægelsen ham som kandidat til Europa-Parlamentet.
Christian Juhl var medstifter, og har i en årrække været formand for Arbejdernes Internationale Forum i Silkeborg, en lokal organisation, der har støttet oprettelsen af fagforeninger i 3. verden.